# GAFOR
Der GAFOR (General Aviation Forecast) ist eine Flugwettervorhersage für die Allgemeine Luftfahrt, die für Deutschland durch den Deutschen Wetterdienst (DWD) mehrmals täglich für fünf Bereiche erstellt wird:
- Nord – Gebiete 00 bis 10
- Mitte – Gebiete 41 bis 47, 50 bis 53, 61
- Süd – Gebiete 54 bis 58, 62 bis 64, 71 bis 76, 81 bis 84
- Ost – Gebiete 11 bis 28
- West – Gebiete 31 bis 39

## Inhalt des Dienstes

### Wetterlage und Entwicklung
Stichwortartige Beschreibung der Lage von Drucksystemen, Luftmassen und Fronten

### Wettergeschehen
Kurze Hinweise über signifikante Wettererscheinungen

### Wind und Temperatur
Die Höhenwinde werden für 1500, 2000, 3000, 5000 ft über MSL sowie FL100 angegeben.

### Turbulenz bis FL 100
Informationen zu Bereichen mit Turbulenzgefahr. Nicht erwähnt werden Turbulenzen, die in Zusammenhang mit Schauern oder Gewittern auftreten.

### Nullgradgrenze
Angabe erfolge in ft über MSL oder in FL

### Vorhersage der Sichtflugmöglichkeiten für die einzelnen GAFOR-Gebiete
Die Wettervorhersage wird in drei Tranchen zu jeweils 2 Stunden unterteilt und viermal am Tag (während der Sommerzeit fünfmal) aktualisiert.
| Ausgabezeit | GAFOR-Vorhersagezeitraum                                |
| ----------- | ------------------------------------------------------- |
| 01:50 UTC   | 03 bis 09 UTC (nur während der gesetzlichen Sommerzeit) |
| 04:50 UTC   | 06 bis 12 UTC                                           |
| 07:50 UTC   | 09 bis 15 UTC                                           |
| 10:50 UTC   | 12 bis 18 UTC                                           |
| 13:50 UTC   | 15 bis 21 UTC                                           |

Die Beschreibung erfolgt mit einer Buchstaben- bzw. Buchstaben/Zahlenkombination.
Anhand der unten gezeigten GAFOR-Tabelle kann der Code schnell ausgewertet werden.
Die Tabelle ist gestaffelt nach Hauptwolkenuntergrenze in Fuß, sowie der Bodensichtweite in Metern. Allerdings müssen 5/8 Wolkendecke in der entsprechenden Höhe vorhanden sein, damit diese für die Einstufung relevant ist.
|                | < 1,5 km | 1,5 – 5 km | 5 – 8 km | 8 – 10 km | > 10 km |
| -------------- | -------- | ---------- | -------- | --------- | ------- |
| > 5000 ft      | X        | M6         | D3       | O         | C       |
| 2000 – 5000 ft | X        | M6         | D3       | O         | O       |
| 1000 – 2000 ft | X        | M7         | D4       | D1        | D1      |
| 500 – 1000 ft  | X        | M8         | M5       | M2        | M2      |
| < 500 ft       | X        | X          | X        | X         | X       |

Die Buchstaben werden in der Regel mit den jeweiligen Schlüsselworten des ICAO-Buchstabieralphabets benannt und stehen für
C – CHARLIE – clear/frei – Bodensicht mindestens 10 km, Hauptwolkenuntergrenze mindestens 5000 ft über der Bezugsfläche (Noch bessere Bedingungen werden durch die Bezeichnung CAVOK angezeigt). Die Klassifikation CHARLIE wird nur in Deutschland verwendet.
O – OSCAR  – open/offen  – Bodensicht mindestens 8 km und Hauptwolkenuntergrenze mindestens 2000 ft über der Bezugsfläche.
D – DELTA  – difficult/schwierig – Bodensicht mindestens 5 km und/oder* Hauptwolkenuntergrenze mindestens über 1000 ft über der Bezugsfläche.
M – MIKE   – marginal/kritisch – Bodensicht mindestens 1,5 km und/oder* Hauptwolkenuntergrenze mindestens über 500 ft über der Bezugsfläche.
X – X-RAY  – closed/geschlossen – Bodensicht weniger als 1,5 km und/oder* Hauptwolkenuntergrenze unter 500 ft über der Bezugsfläche.
* "und/oder" bedeutet, dass für die Einstufung das jeweils ungünstigere der beiden Kriterien (Bodensicht & Hauptwolkenuntergrenze) ausschlaggebend ist.
Zur genaueren Beschreibung werden in Deutschland an die Buchstaben D und M noch Zahlen von 1 bis 8 angehängt, um zu zeigen, welche der Bedingungen zur Klassifizierung führte und um genauere Abstufungen vornehmen zu können.

## Gebietskennzahlen und Bezugshöhen der GAFOR-Gebiete (seit 11/2008)
| Gebiet | Bezeichnung                                        | Bezugshöhe (ft MSL) |
| ------ | -------------------------------------------------- | ------------------- |
| 00     | Deutsche Bucht                                     | 0                   |
| 01     | Ostfriesland                                       | 200                 |
| 02     | Nordfriesland-Dithmarschen                         | 100                 |
| 03     | Schleswig-Holsteinische Geest                      | 200                 |
| 04     | Schleswig-Holsteinisches Hügelland                 | 300                 |
| 05     | Nordwestliches Niedersachsen                       | 200                 |
| 06     | Lüneburger Heide                                   | 400                 |
| 07     | Westliches Niedersachsen                           | 300                 |
| 08     | Hannover und Braunschweig                          | 600                 |
| 09     | Teutoburger Wald                                   | 700                 |
| 10     | Weser-Leine Bergland                               | 1400                |
| 11     | Mecklenburgisches Tiefland                         | 300                 |
| 12     | Vorpommern                                         | 200                 |
| 13     | Westliche Mecklenburgische Seenplatte und Prignitz | 400                 |
| 14     | Östliche Mecklenburgische Seenplatte und Uckermark | 400                 |
| 15     | Altmark                                            | 400                 |
| 16     | Fläming                                            | 600                 |
| 17     | Havelland                                          | 300                 |
| 18     | Barnim und Oderbruch                               | 400                 |
| 19     | Dahme-Spree-Gebiet und Gubener Waldland            | 400                 |
| 20     | Magdeburger Börde und Nördliches Harzvorland       | 700                 |
| 21     | Harz                                               | 2300                |
| 22     | Leipziger Tieflandsbucht und Elbe-Elster Niederung | 600                 |
| 23     | Niederlausitzer Heiden                             | 600                 |
| 24     | Thüringer Becken                                   | 1400                |
| 25     | Mittelsächsisches Hügelland                        | 1300                |
| 26     | Oberlausitz und Lausitzer Gebirge                  | 1500                |
| 27     | Thüringer Wald                                     | 2800                |
| 28     | Erzgebirge                                         | 2800                |
| 31     | Niederrheinisches Tiefland                         | 400                 |
| 32     | Münsterland                                        | 500                 |
| 33     | Ruhrgebiet und Ostwestfalen                        | 800                 |
| 34     | Niederrheinische Bucht                             | 700                 |
| 35     | Bergisches Land                                    | 1400                |
| 36     | Sauerland                                          | 2400                |
| 37     | Eifel                                              | 2000                |
| 38     | Neuwieder Becken                                   | 1000                |
| 39     | Westerwald                                         | 1900                |
| 41     | Hunsrück                                           | 2300                |
| 42     | Taunus                                             | 2000                |
| 43     | Nordhessisches Bergland und Vogelsberg             | 2000                |
| 44     | Rheinpfalz und Saarland                            | 1900                |
| 45     | Rhein-Main Gebiet und Wetterau                     | 800                 |
| 46     | Odenwald und Spessart                              | 1800                |
| 47     | Rhön                                               | 2800                |
| 50     | Südlicher Oberrheingraben                          | 1100                |
| 51     | Mittlerer Oberrheingraben                          | 800                 |
| 52     | Kraichgau                                          | 1100                |
| 53     | Oberer und mittlerer Neckarraum                    | 1700                |
| 54     | Mainfranken und Nördliches Unterfranken            | 1400                |
| 55     | Kocher-Jagst-Gebiet und Frankenhöhe                | 1900                |
| 56     | Mittelfranken                                      | 1700                |
| 57     | Oberfranken                                        | 1900                |
| 58     | Frankenwald und Fichtelgebirge                     | 2700                |
| 61     | Schwarzwald                                        | 4000                |
| 62     | Schwäbische Alb                                    | 3000                |
| 63     | Fränkische Alb                                     | 2000                |
| 64     | Oberpfälzer Wald                                   | 2400                |
| 71     | Bodenseeraum                                       | 2100                |
| 72     | Schwäbische Hochebene                              | 2400                |
| 73     | Westliche Donauniederung                           | 1700                |
| 74     | Südbayerisches Hügelland                           | 1800                |
| 75     | Östliche Donau- und Naabniederung                  | 1600                |
| 76     | Bayerischer Wald                                   | 3300                |
| 81     | Westliches Alpenvorland                            | 3300                |
| 82     | Östliches Alpenvorland                             | 2500                |
| 83     | Allgäuer Alpen                                     | 6500                |
| 84     | Östliche Bayerische Alpen                          | 6500                |

## GAFOR-Abrufmöglichkeiten
Im Gegensatz zu anderen Ländern wie der Schweiz oder Österreich hat sich der Deutsche Wetterdienst GAFOR-Informationen in Deutschland monopolisiert und verfolgt eine restriktive Informationspolitik, in deren Rahmen auch die Wetterdienste seiner Nachbarstaaten aufgefordert wurden, frei verfügbare Wetter- bzw. GAFOR-Daten nicht mehr zur Verfügung zu stellen. So musste MeteoSchweiz sein Internet-Angebot "GAFOR Deutschland" einstellen. Auch aus dem Bildschirmtext der öffentlichen Fernsehanstalten sind GAFOR-Informationen mittlerweile völlig verschwunden, laut Stellungnahme des NDR "auf Grund technischer Schwierigkeiten bei der Übermittlung".
Seit dem 2. April 2013 bietet der Deutsche Wetterdienst GAFOR auf seiner Internetseite zum Zweck des Luftsports kostenfrei und ohne Anmeldung an.
Der Dienst kann über:
- Faxabruf (Seit 1. August nur noch für IFR verfügbar)
- Internet
- WAP

genutzt werden.
Am 1. August 2013 wurde die Abrufmöglichkeit per Telefon und der Faxabruf VFR eingestellt.